# Unity Rupes
L'Unity Rupes è una struttura geologica della superficie di Mercurio.